# Шаньга
Ша́ньги (однина шаньга) — фінно-угорська, а потім і російська страва, круглі відкриті пиріжки, назва особливого роду коржиків з дріжджового житнього, житньо-пшеничного і пшеничного тіста, замішаного на баранячому або яловичому жирі. У марійській мові шаньги відомі як перемеч, в удмуртський кухні як перепеч.
Страва, як і його назва, можливо, запозичене росіянами з Комі-Перм'яцької культури (згідно з іншою версією (М. Фасмер), запозичення було зворотним, а походження слова у російській мові неясне). Було поширене в регіонах, населеними народами фінно-угорської групи, від Карелії до Обі, з XVII століття проникає в Західний Сибір разом з архангелогородськими і сольвичегодськими колоністами, на сьогоднішній день має широке поширення в домашній кухні в Передураллі, Середньому Уралі і Зауралля, і порівняно маловідомо в західних регіонах Росії. Сьогодні шаньги робляться в основному з кислого дріжджового тіста, в старовину в Комі-Перм'яцькі кухні малися також шаньги з прісного тіста, так звані зазвичай називали «куліггез» («куліги» з комі-перм'яцького). У Великому Устюзі і околицях шаньги і сьогодні робляться з прісного тіста і мають широке поширення в місцевій кухні.
Має зовнішній вигляд ватрушки, проте на відміну від ватрушок, по-перше, ніколи не буває солодкою (виключаючи деякі регіональні різновиди, які не отримали широкого розповсюдження, наприклад шаньги з морошкою), по-друге, на думку В. В. Похльобкіна, не наповнюється начинкою, а лише змазується зверху. Втім, останнє твердження спірне, в силу того, що можна говорити про певну аналогію з пельменями: у народів-батьків страви, як правило, було більш ніж достатньо начинки, але мало борошна. Тому, вельми імовірна зворотна ситуація — при досить тонкому тісті використовується багато начинки. З іншого боку, вірно і те, що при приготуванні шанег в розкатаному тісті не робиться ніяких спеціальних поглиблень для начинки, навпаки, вона наноситься шаром поверх всього кола тіста, якщо і залишаючи по краях відкриту ділянку, то дуже і дуже вузьку. До речі сказати, в зв'язку з цим нерідко зустрічається поняття як наливна шаньга не має сенсу, на відміну від наливної ватрушки, оскільки начинка для шанег повинна бути досить густою, щоб утриматися на поверхні. Також треба відзначити, що шаньги можуть бути різних розмірів: від 12-15 сантиметрів в діаметрі до 30 і навіть більше, якщо вони випікаються в печі. Найпоширеніші шаньги розміром 18-20 сантиметрів у діаметрі.
Спочатку для страви начинкою служила сметана, різні види борошна, горохова каша. На сьогоднішній день, використовується в основному, картопляне пюре або сир, можуть використовуватися каші, наприклад, пшоняна, проте є варіанти складних начинок, наприклад суміш гречаної каші і рубаного вареного яйця.
Шаньги добре випікаються як в печі, так і в духовці. Після випічки шаньги змащуються топленим маслом або сметаною.
Шаньги їдять гарячими, свіжоспечені з молоком, з кисляком, із солоною рибою, з щами, з чаєм.
За часів Радянського Союзу, в регіонах, де шаньги набули поширення, була велика кількість так званих «шанежних» (підприємств швидкого харчування, аналогів «млинцевих», «чайних» і ін.), де подавалися шаньги з різними начинками.